# یادبود بوریس یلتسین در یکاترینبورگ
بنای یادبود بوریس یلتسین در یکاترینبورگ (روسی: Памятник Ельцину، ت. «Pamyatnik Yeltsinu» بنای یادبود بوریس یلتسین، اولین رئیس‌جمهور روسیه، حزب شوروی، رهبر سیاسی و دولتی روسیه و یکی از بنیانگذاران روسیه پس از شوروی، در یکاترینبورگ، مرکز استان منطقه زادگاهش، جایی که مدت‌ها در آنجا زندگی و کار کرد، قرار دارد. این بنای یادبود در نزدیکی مرکز ریاست جمهوری بوریس یلتسین واقع شده است. این بنای یادبود مرتباً در معرض خرابکاری قرار دارد.

## اطلاعات عمومی
این بنای یادبود در خیابان بوریس یلتسین در منطقه تجاری یکاترینبورگ در مرکز شهر، روبروی سالن کنگره دمیدوف-پلازا واقع شده است، جایی که مرکز یادبود و اطلاع‌رسانی میراث ریاست جمهوری یلتسین، که توسط صندوق دولتی «مرکز ریاست جمهوری یلتسین» و صندوق خیریه «مرکز اورال یلتسین» (شاخه‌ای از صندوق یلتسین اولین رئیس‌جمهور روسیه) سرپرستی می‌شود، در آن قرار دارد.
این بنای یادبود، یک ستون سنگی ده متری است که نقش برجسته یلتسین در اندازه کامل بر روی پایه‌ای به رنگ خاکستری تیره بر روی پله‌های منتهی به پرون در مقابل میدان دمیدوف قرار دارد. لازم است ذکر شود که تصویر یلتسین با حرکت و نگاهش به سمت جلو هدایت می‌شود، در حالی که سنگ مرمر و شکل بنای یادبود به خوبی با آب و هوای اورال سازگار است.
این بنای یادبود توسط مجسمه‌ساز مسکو گئورگی فرانگولیان ساخته شده است. که قبلاً سنگ قبر یلتسین را ساخته بود. به گفته فرانگولیان، «نه برنز یا گرانیت سنتی، بلکه مرمر سفید انتخاب شد، زیرا ماده‌ای زنده و نیمه‌شفاف است؛ این بنای یادبود یک هرم سنگی نیست، بلکه یک تخته سنگ است، تخته سنگی در حال حرکت، مانند بوریس نیکولایویچ.»

## تاریخچه
این بنای یادبود در اول فوریه ۲۰۱۱، در هشتادمین سالگرد تولد یلتسین افتتاح شد. دیمیتری مدودف، سومین رئیس‌جمهور روسیه، برای جشن تولد به یکاترینبورگ آمد و در مراسم افتتاحیه شرکت کرد.
مدودف هنگام افتتاح این بنای یادبود که مورد پسندش قرار گرفت، خاطرنشان کرد: «روسیه باید از یلتسین سپاسگزار باشد که کشورش در سخت‌ترین دوره، از مسیر تغییرات خارج نشد، تحولات جدی را انجام داد و امروز به جلو حرکت می‌کند.»
در این مراسم همچنین ناینا ایوسیفوونا، بیوه یلتسین، اقوام و دوستان او، نمایندگان دولت فدرال، الکساندر میشارین، رئیس استان سوردلوفسک، و روسای مناطق همسایه حضور داشتند.
افتتاح این بنای یادبود باعث اعتراض کمونیست‌های محلی شد، در حالی که مقامات شهر از تجمع علیه افتتاح خودداری کردند. این امر منجر به شکایت نمایندگان اتحادیه جوانان کمونیست از دولت یکاترینبورگ شد.

## خرابکاری در بناهای تاریخی
در شب ۲۳ و ۲۴ آگوست ۲۰۱۲، این بنای یادبود توسط افراد ناشناس تخریب شد: تصویر یلتسین با رنگ آبی پوشانده شد، حروف روی پایه کنده شدند. تلاش‌ها برای شستن بنای یادبود در جای خود بی‌نتیجه ماند و در نتیجه تصمیم به برچیدن آن گرفته شد. در ۱ اکتبر ۲۰۱۲، پس از انجام کارهای مرمت، این بنای یادبود به جای خود بازگردانده شد.
در ۷ نوامبر ۲۰۱۷ (در روز صدمین سالگرد انقلاب اکتبر) ایگور شکوکا سعی کرد این بنای یادبود را به آتش بکشد. به همین دلیل، او در فوریه ۲۰۱۸ به یک سال کار یدی محکوم شد. پس از صدور حکم، شکوکا توانست تقریباً یک سال پنهان شود، اما سپس دادگاه منطقه این تصمیم را «به دلیل شواهد اندک» لغو کرد.